# Inglisia chelonioides
Inglisia chelonioides är en insektsart som beskrevs av Green 1909. Inglisia chelonioides ingår i släktet Inglisia och familjen skålsköldlöss. Inga underarter finns listade i Catalogue of Life.